# Крутий Майдан
Крутий Майдан (рос. Крутой Майдан) — село в Вадському районі Нижньогородської області Російської Федерації.
Населення становить 807 осіб. Входить до складу муніципального утворення Круто-Майданська сільрада.

## Історія
Від 2009 року входить до складу муніципального утворення Круто-Майданська сільрада.

## Населення
| 1999 | 2002 | 2010 |
| ---- | ---- | ---- |
| 940  | ↗969 | ↘807 |